# Estación de Quinta das Torres
La Estación Ferroviaria de Quinta das Torres era una estación de la línea de Azambuja de la red de trenes suburbanos de Lisboa. Fue desactivada en diciembre de 2009.